# Precel
Precel – wyrób piekarniczy, o kształcie podobnym do cyfry 8, posypany makiem, sezamem bądź solą. 
Często mylony z bajglem lub z obwarzankiem.

## Historia
Precle powstały już w średniowieczu. Jak głosi legenda, pewien mnich w północnych Włoszech, bądź w południowej Francji, piekł chleb. Zostało mu trochę ciasta, więc postanowił zrobić z niego przekąskę dla dzieci, które nauczyły się nowej modlitwy. Ciasto uformował na kształt rąk złożonych do modlitwy (w tamtych czasach modlono się z rękami skrzyżowanymi na piersi), stąd charakterystyczny wygląd precli. Stworzone przez mnicha precle były miękkie. Historia tzw. precli twardych jest młodsza. Istnieje opowieść mówiąca, że podczas pieczenia precli miękkich, pewien piekarz przysnął i kiedy się obudził, wstawił precle ponownie do pieca i upiekł je drugi raz. Gdy odkrył pomyłkę, zdenerwował się, ale po spróbowaniu zrozumiał, że stworzył nowy rodzaj pieczywa.

## Precel w literaturze
Bolesław Prus w noweli Antek przyrównał precla do litery B:

— Tę literę — mówił — zapamiętać jeszcze łatwiej, bo wygląda jak precel. Widzieliście precel?
— Wojtek widział, ale my to chyba nie… — odezwał się jeden.
— No, to pamiętajcie sobie, że precel jest podobny do tej litery, która nazywa się B. Wołajcie: be! be!